# Scoarța (okręg Alba)
Scoarța – wieś w Rumunii, w okręgu Alba, w gminie Gârda de Sus. W 2011 roku liczyła 25 mieszkańców.